# 自治紛争処理委員
自治紛争処理委員（じちふんそうしょりいいん）とは、地方公共団体におかれる附属機関で、地方公共団体相互の争い等を処理する第三者機関である。地方自治法（昭和22年法律第67号）第251条の規定により設置され、委員は事件毎に総務大臣又は都道府県知事が任命する3人の有識者である。

## 概要
- 自治紛争処理委員(251条)
自治紛争処理委員は、三人とし、事件ごとに、優れた識見を有する者のうちから、総務大臣又は都道府県知事がそれぞれ任命する。この場合においては、総務大臣又は都道府県知事は、あらかじめ当該事件に関係のある事務を担任する各大臣又は都道府県の委員会若しくは委員に協議するものとする(2項)。
自治紛争処理委員は、非常勤である(3項)。

- 調停(251条の2)
都道府県又は都道府県の機関が当事者となるものにあつては総務大臣、その他のものにあつては都道府県知事は、当事者の文書による申請に基づき又は職権により、紛争の解決のため、自治紛争処理委員を任命し、その調停に付することができる(1項)。

- 審査及び勧告(251条の3)
総務大臣は、市町村長その他の市町村の執行機関が、その担任する事務に関する都道府県の関与のうち是正の要求、許可の拒否その他の処分その他公権力の行使に当たるものに不服があり、文書により、自治紛争処理委員の審査に付することを求める旨の申出をしたときは、速やかに、自治紛争処理委員を任命し、当該申出に係る事件をその審査に付さなければならない(1項)。

## 過去の事例

### 自治紛争処理委員の審査に付することを求める旨の申出
都道府県に対する市町村からの審査の申出は2021年5月までに3例がある。
我孫子市 - 千葉県（2010年）
我孫子市の農業振興地域整備計画の変更について2010年（平成22年）2月15日に千葉県知事が不同意とする旨を回答したため我孫子市が申立て。
我孫子市 - 千葉県（2011年）
我孫子市の農業振興地域整備計画の変更について、我孫子市と千葉県で協議を再開したが、2011年（平成23年）6月27日に千葉県知事が不同意とする旨を回答したため我孫子市が申立て。
近江八幡市 - 滋賀県（2021年）
ふるさと納税の返礼品として滋賀県が近江牛の取り扱いを県内全市町に認めたことに対して主要産地の近江八幡市が申立て。

### 自治紛争処理委員の調停に付することを求める旨の申請
佐賀県 - 長崎県（2010年）
唐津湾沖における佐賀・長崎両県の砂利採取法に基づく砂利採取計画の認可境界に係る紛争について2010年（平成22年）11月11日に佐賀県知事が申請。